# Fabian Giefer
Fabian Giefer (Adenau, 17 mei 1990) is een Duits voormalig doelman in het betaald voetbal. Hij verruilde in juli 2014 Fortuna Düsseldorf voor Schalke 04, dat hem transfervrij inlijfde. Vervolgens speelde hij nog op huurbasis voor Bristol City, voor FC Augsburg en uiteindelijk voor Würzburger Kickers.

## Clubcarrière
Giefer maakte op 6 november 2009 zijn debuut in het betaald voetbal. Die dag won hij het met Bayer 04 Leverkusen met 4-0 van Eintracht Frankfurt, een wedstrijd in de Bundesliga. Giefer maakte op 1 december 2010 met Leverkusen zijn debuut in de Champions League, tegen Rosenborg. Bayer Leverkusen won met 1-0. Giefer liep op 7 augustus 2011 in de eerste wedstrijd van het seizoen 2012-2013 een hersenschudding op, tegen FSV Mainz 05. Hij gaf nadien te kennen dat hij zich niets meer herinnerde van de voorbije maand.
Giefer tekende op 4 juni 2012 een tweejarig contract bij het dan net naar de Bundesliga gepromoveerde Fortuna Düsseldorf. Daarmee degradeerde hij na één seizoen naar de 2. Bundesliga. Schalke 04 bevestigde op 12 mei 2014 dat Giefer zich per juli 2014 bij de club aansloot. Hier werd hij in eerste instantie reservedoelman. Ter vervanging van eerste doelman Ralf Fährmann speelde Giefer gedurende het seizoen 2014/15 twee wedstrijden.